# Scaphyglottis micrantha
Scaphyglottis micrantha là một loài lan được tìm thấy từ Trung Mỹ đến tây bắc Ecuador.

## Hình ảnh

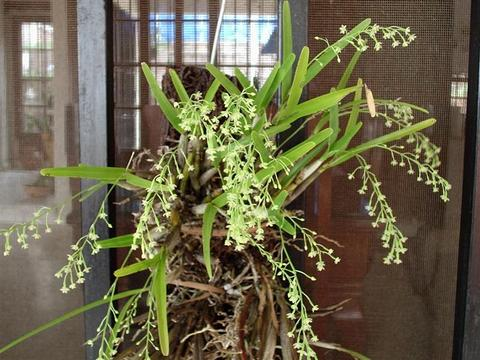
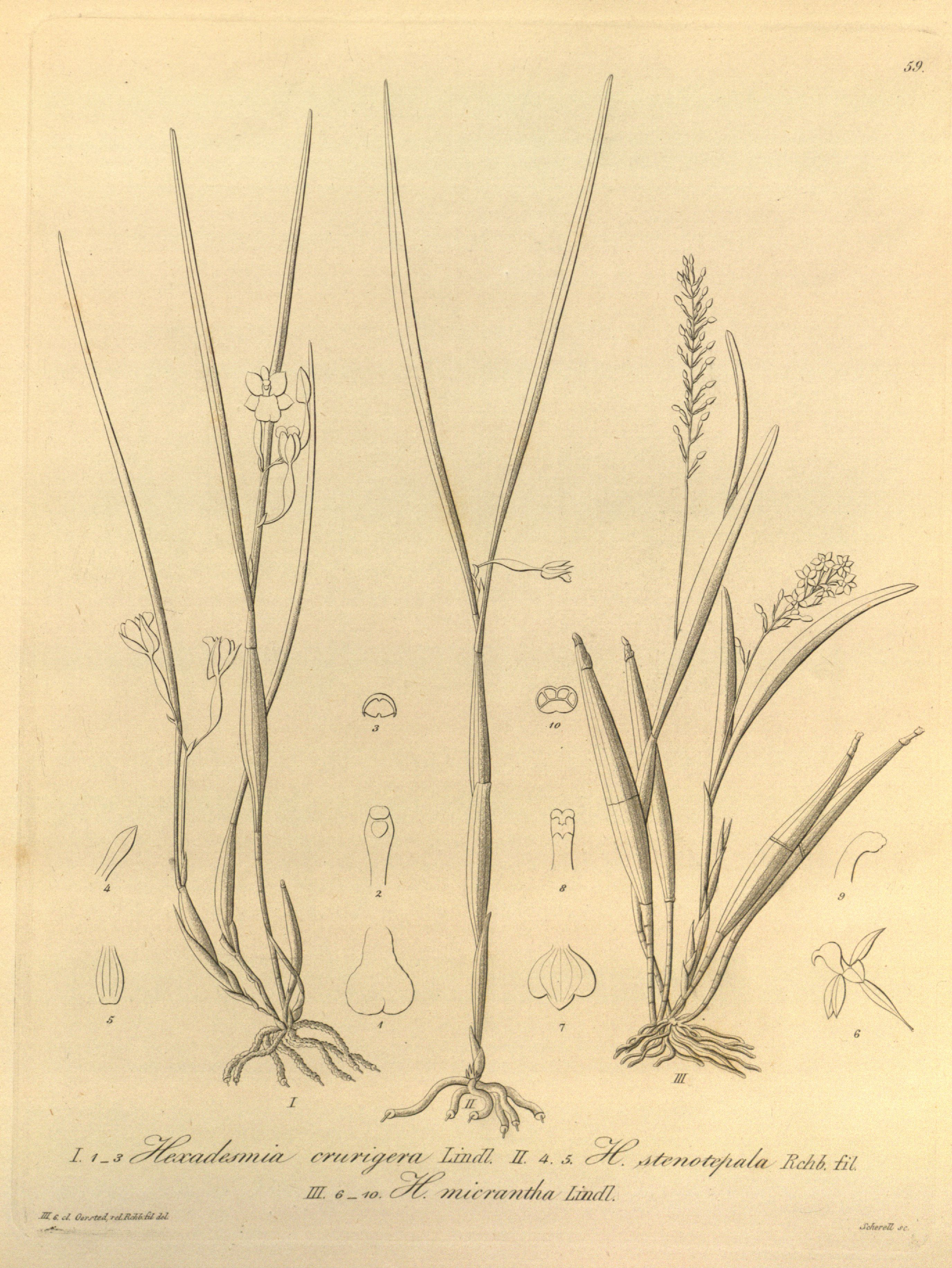
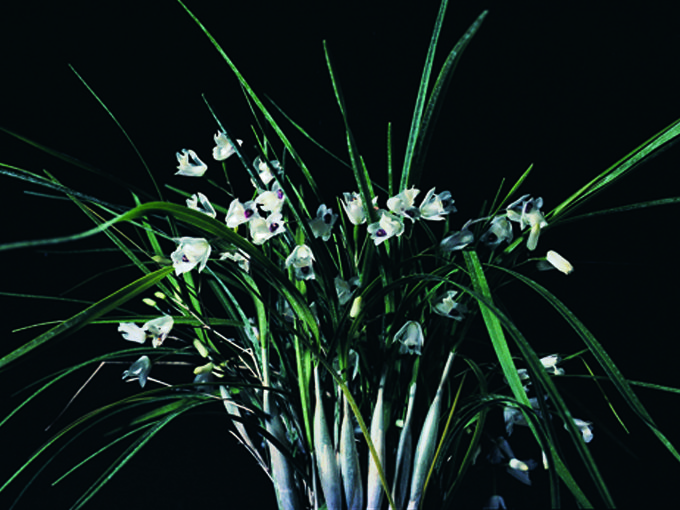